# Carlylecirkel
Een carlylecirkel is een cirkel in de vlakke meetkunde die, ten opzichte van een vastgelegd rechthoekig coördinatenstelsel, verbonden is met een vierkantsvergelijking. De cirkel gaat door het punt (0,1) en de wortels van de vergelijking. De cirkel is genoemd naar de Schotse schrijver, historicus en wiskundige Thomas Carlyle (1795–1881).

## Definitie

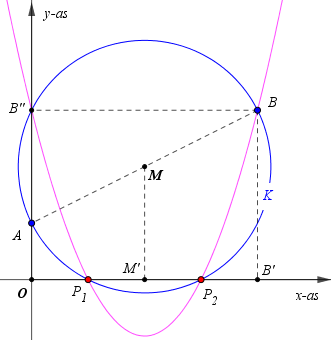
Fig. 1 - Carlylecirkel K; de lila lijn is de parabool

Bij de vergelijking {\displaystyle x^{2}-px+q=0} is de cirkel die in het beschouwde rechthoekige coördinatenstelsel het lijnstuk {\displaystyle AB} met {\displaystyle A=(0,1)} en {\displaystyle B=(p,q)} als middellijn heeft, de carlylecirkel van die vergelijking.

## Analyse
In de figuur rechts (fig. 1) is de carlylecirkel {\displaystyle K} getekend van de vierkantsvergelijking {\displaystyle x^{2}-px+q=0}, dus met middellijn {\displaystyle AB}, waarbij {\displaystyle A=(0,1)} en {\displaystyle B=(p,q)}. De punten {\displaystyle P_{1}}, {\displaystyle P_{2}} zijn de snijpunten van {\displaystyle K} met de {\displaystyle x}-as en {\displaystyle M} is het middelpunt van {\displaystyle K}. De punten {\displaystyle B'} en {\displaystyle B''} zijn de loodrechte projecties van {\displaystyle B} op respectievelijk de {\displaystyle x}- en de {\displaystyle y}-as. {\displaystyle M'} is de loodrechte projectie van {\displaystyle M} op de {\displaystyle x}-as. Omdat {\displaystyle \angle AB''B} recht is, ligt {\displaystyle B''} op de cirlkel. Volgens de machtstelling voor een cirkel is:
{\displaystyle OP_{1}\times OP_{2}=OA\times OB''}
Voor de {\displaystyle x}-coördinaten {\displaystyle x_{1}} en {\displaystyle x_{2}} van respectievelijk {\displaystyle P_{1}} en {\displaystyle P_{2}} geldt dus:
{\displaystyle x_{1}x_{2}=1\,q=q}
Omdat {\displaystyle M'} het midden is van het lijnstuk {\displaystyle P_{1}P_{2}}, en daarmee ook van het lijnstuk {\displaystyle OB'} is:
{\displaystyle {\tfrac {1}{2}}(x_{1}+x_{2})={\tfrac {1}{2}}p},
dus
{\displaystyle x_{1}+x_{2}=p}
{\displaystyle x_{1}} en {\displaystyle x_{2}} zijn dus inderdaad de wortels van de vergelijking {\displaystyle x^{2}-px+q=0}.

## Constructie van een regelmatige vijfhoek
Toepassing van een carlylecirkel

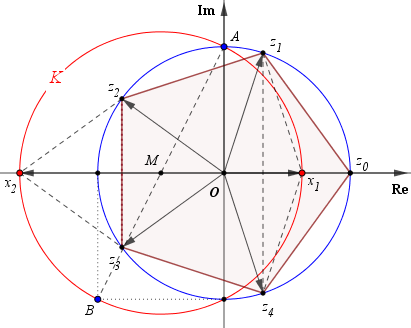
Fig. 2 - Constructie van een regelmatige vijfhoek

Het construeren van een regelmatige vijfhoek is equivalent met het tekenen van de oplossingen {\displaystyle z_{0},z_{1},\ldots ,z_{4}} van de vergelijking
{\displaystyle z^{5}-1=0} in het complexe vlak. Deze oplossingen liggen alle op de eenheidscirkel en hebben een argument dat een veelvoud is van {\displaystyle {\tfrac {2}{5}}\pi =72^{\circ }} (zie fig. 2).
Omdat {\displaystyle z_{0}=1} een oplossing is van die vergelijking, voldoen de andere oplossingen aan de vergelijking:
{\displaystyle z^{4}+z^{3}+z^{2}+z+1=0}
Het paar {\displaystyle z_{1},z_{4}}, en ook het paar {\displaystyle z_{2},z_{3}}, ligt symmetrisch ten opzichte van de reële as. Daarom zijn {\displaystyle z_{1}+z_{4}=x_{1}} en {\displaystyle z_{2}+z_{3}=x_{2}} reële getallen.
Omdat {\displaystyle z_{1}^{2}=z_{2},\,z_{1}^{3}=z_{3},\,z_{1}^{4}=z_{4}} volgt direct dat {\displaystyle x_{1}+x_{2}=p=-1}. Verder is {\displaystyle x_{1}x_{2}=q=z_{1}z_{2}+z_{1}z_{3}+z_{4}z_{2}+z_{4}z_{3}=z_{3}+z_{4}+z_{1}+z_{2}=-1}, waaruit volgt dat {\displaystyle x_{1}} en {\displaystyle x_{2}} oplossingen zijn van de vergelijking {\displaystyle x^{2}+x-1=0}. Bij die vergelijking hoort de carlylecirkel waarvan het punt {\displaystyle B=(p,q)=(-1,-1)} een eindpunt van een middellijn is. Met {\displaystyle A=(0,1)} is dan
{\displaystyle M=(-{\tfrac {1}{2}},0)} het middelpunt van die cirkel.
De punten {\displaystyle z_{1},z_{4}} zijn dan te construeren als snijpunten van de middelloodlijn van het lijnstuk {\displaystyle (0,x_{1})} met de eenheidscirkel, en {\displaystyle z_{2},z_{4}} als snijpunten van de middelloodlijn van het lijnstuk {\displaystyle (x_{2},0)} met de eenheidscirkel.
Opmerkingen
- Alle noodzakelijke constructiestappen kunnen bij een gegeven cartesisch assenstelsel met passer en (ongemerkte) liniaal worden uitgevoerd.
- Carlylecirkels kunnen ook worden gebruikt bij de constructie van de regelmatige 17-hoek, 257-hoek en de 65537-hoek. In deze gevallen is er evenwel sprake van een serie na elkaar te construeren carlylecirkels, met (steeds) ingewikkelder vierkantsvergelijkingen.[3]